# スザンヌ・マクベイン
スザンヌ・マクベイン（Suzanne McBain、生年月日・出身地不詳）は、1970年代にアメリカ合衆国で活躍したポルノ女優。スーザン・マクベイン (Susan McBain) とクレジットされる事も多かった。

## 人物
スザンヌ・マクベインは1970年代のポルノ映画界で美貌、均整のとれたプロポーション、どんな役柄でも官能的に演じてみせた演技力、旺盛なセックスシーンで人気を博した。30本以上のハードコアポルノ映画に出演した後、1979年に引退した。

## 出演作の一部
- 1976年：『セックス・キラー (Blonde Velvet)』
- 1977年：『快楽夫人/アンナ・オブセッスド (Obsessed)』
- 1977年：『バーバラ・ブロードキャスト (Barbara Broadcast)』
- 1977年：『ネイクド・セックス (A Coming of Angels)』
- 1978年：『マラスキーノ・チェリー/夢性 (Maraschino Cherry)』

## 受賞
- XRCO殿堂[1]